# Leonardo Sapienza
Leonardo Sapienza RCI (* 18. November 1952 in Cassano delle Murge) ist ein katholischer Priester und italienischer Schriftsteller.

## Leben
Als er jung war, entdeckte er seine religiöse Berufung und traf die Entscheidung, in die Kongregation der Rogationisten des Herzens Jesu und das Diözesanseminar einzutreten, in dem er seine kirchliche, philosophische und theologische Bildung durchlief. Nach dem Studium wurde er am 1. Juli 1978 in Grottaferrata zum Priester geweiht.
Nach seiner Ordination begann er sein pastorales Amt in seiner Diözese. Er wurde bald vom Heiligen Stuhl berufen, wo er für etwa 30 Jahre als offizieller Protokollagent blieb. Am 4. August 2012 wurde er der neue Regent der Präfektur des Päpstlichen Hauses, der Paolo De Nicolò in dieser Position ersetzte. Bekannt ist er als Autor zahlreicher Bücher und Publikationen im religiösen Bereich.

## Auszeichnungen
- 3. Mai 2005: Komtur des Verdienstordens der Italienischen Republik
- 2. Juni 2011: Großoffizier des Verdienstordens der Italienischen Republik
- 9. Februar 2013: Apostolischer Protonotar
- 18. April 2015: Großkreuz des Verdienstordens der Italienischen Republik

## Schriften (Auswahl)
- als Herausgeber: Benedikt XVI.. Mit den Heiligen durch das Jahr. Meditationen. Herder, Basel u. a. 1996, ISBN 978-3-451-32314-0.
- Papst Paul VI. und der Glaube. Media Maria, Illertissen 2014, ISBN 978-3-945401-02-6.